# Somewhere Far Beyond
| Recensione | Giudizio |
| ---------- | -------- |
| AllMusic   | [ 1 ]    |

Somewhere Far Beyond è il quarto album del gruppo musicale tedesco Blind Guardian, pubblicato nel 1992 dalla Virgin Records.

## Il disco
L'album è stato acclamato da molti fan del power metal di tutta Europa e anche del Giappone, in cui giunse al primo posto delle classifiche. Segue come stile il precedente Tales from the Twilight World, nonostante il gruppo sia riuscito a conferirgli sostanziali novità che alcuni ritengono siano il punto di inizio della nuova fase creativa del gruppo.
Sono molti i riferimenti letterari e cinematografici (o televisivi) riscontrabili nei testi di questo lavoro. Time What Is Time e Journey Through the Dark si riferiscono a Blade Runner,  Black Chamber a I segreti di Twin Peaks, The Quest for Tanelorn è ispirata al libro di Michael Moorcock Elric di Melniboné. Mentre, The Bard's Song: In the Forest e The Bard's Song: The Hobbit prendono spunto dal romanzo di J. R. R. Tolkien Lo Hobbit. La canzone che dà il titolo all'album (Somewhere Far Beyond) si basa sulla serie di racconti de La torre nera di Stephen King.
Oltre alle due versioni presenti nell'album di Theatre of Pain, ne esiste una terza che presenta sia elementi orchestrali che i tipici strumenti rock. In questa versione anche il testo è lievemente differente.
Invece, Ashes to Ashes è stata scritta da Hansi dopo che il padre morì.

## Tracce
Testi e musiche di Hansi Kürsch e André Olbrich, eccetto dove indicato.
1. Time What Is Time – 5:42
2. Journey Through the Dark – 4:45
3. Black Chamber – 0:56 (Hansi Kürsch)
4. Theatre of Pain – 4:15
5. The Quest for Tanelorn – 5:53 (Hansi Kürsch, André Olbrich, Marcus Siepen, Kai Hansen)
6. Ashes to Ashes – 5:58
7. The Bard's Song: In the Forest – 3:09
8. The Bard's Song: The Hobbit – 3:52
9. The Piper's Calling – 0:58
10. Somewhere Far Beyond – 7:28
11. Spread Your Wings (Queen cover) – 4:13 (John Deacon) – Traccia bonus
12. Trial by Fire (Satan cover) – 3:42 (Russ Tippins) – Traccia bonus
13. Theatre of Pain (Classic version) – 4:13 (Hansi Kürsch, André Olbrich, Mathias Wiesner) – Traccia bonus

## Formazione
- Hansi Kürsch – voce, basso
- André Olbrich – chitarra elettrica ritmica e solista, chitarra acustica, cori
- Marcus Siepen – chitarra elettrica ritmica, chitarra acustica, cori
- Thomas Stauch – batteria

### Altri musicisti
- Kai Hansen – chitarra solista su The Quest for Tanelorn
- Mathias Wiesner – tastiere ed effetti, basso su Spread Your Wings
- Piet Sielck – chitarra ed effetti
- Stefan Will – pianoforte
- Peter Rübsam – cornamusa
- Rolf Köhler – cori
- Billy King – cori
- Kalle Trapp – cori

### Personale tecnico
- Kalle Trapp – produzione, ingegneria del suono, missaggio audio
- Piet Sielck – ingegneria del suono

### Grafica
- Andreas Marshall – copertina
- Becker Derouet Hamburg – copertina
- Tom Nagy – fotografie